# Каламар

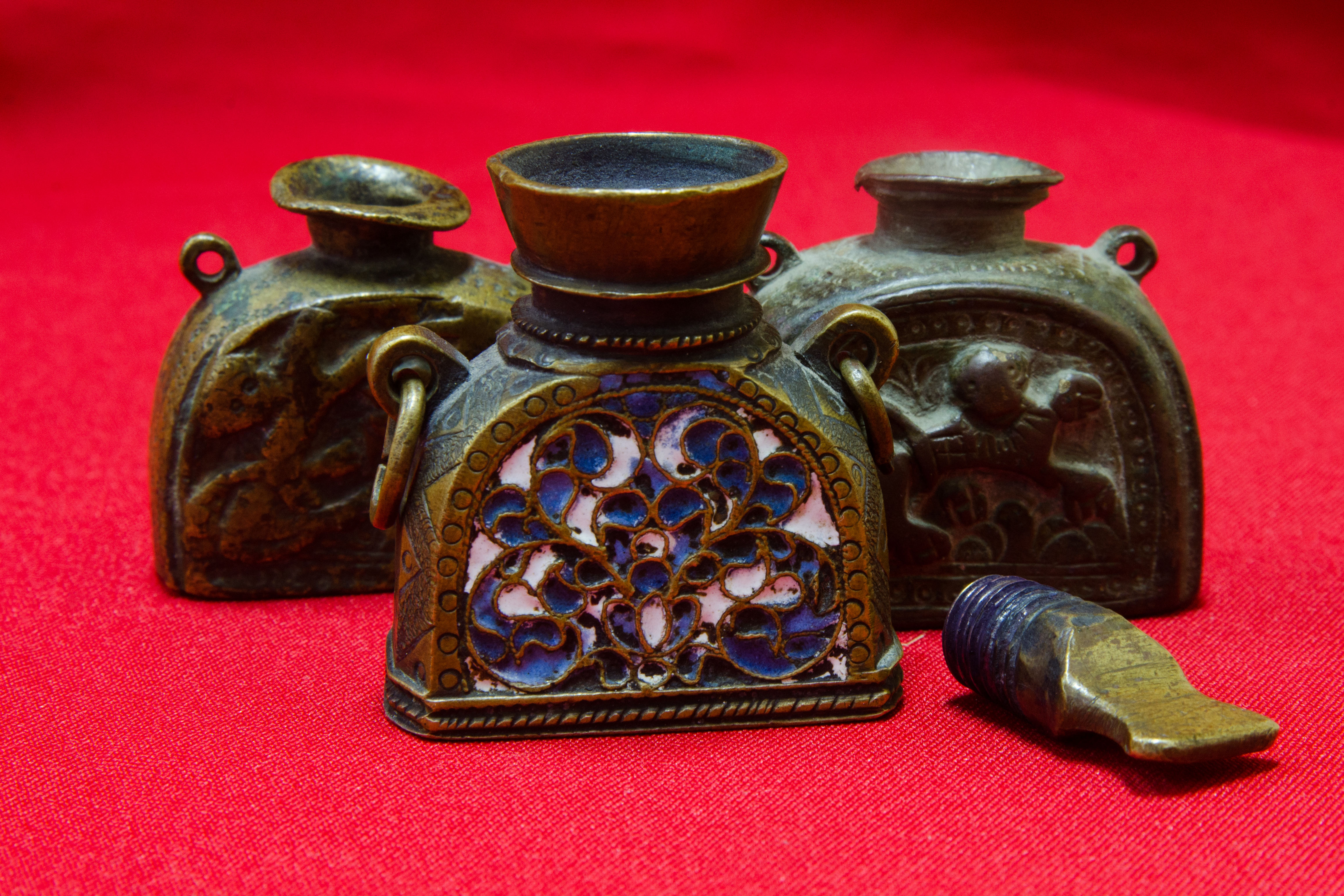
Козацькі каламарі.

Калама́р, каляма́р (пол. kałamarz < лат. calamarius), звичайніше чорни́льниця — інструмент для письма, приладдя для зберігання чорнил і вмочування в нього предмета для письма (найчастіше пера) під час писання; в Україні особливого поширення набув у козацькі часи.

## Етимологія слова «каламар» і його сучасне вживання
Слово «каламар» є історичним — ще в добу Середньовіччя запозичено українською мовою через посередництво пол. kałamarz від лат. calamarius, в якій означає шкатулку для письмового приладдя, і яке, своєю чергою, походить від грец. κάλαμος («тростина»), оскільки в давнину саме палички з тростини використовувались для письма.
Особливого поширення на українських землях слово «каламар» (як і предмет, яке воно означає) набуло в часи Запорізької Січі; ним же послуговувались в стінах (від часу утворення) Києво-Могилянської академії.
За часів СРСР слово «каламар» вважалось архаїзмом та історичним терміном, поширення набуло синонімічне «чорнильниця» (лексично близьке до рос. чернильница) — зокрема, так називали шкільний письмовий прилад, що в школах використовували для письма подеколи аж до 1980-х рр..
У сучасному українському слововживанні слово каламар вживають як для означення чорнильниці, так і глузливо — будь-якої пляшечки (чи слоїка), особливо, коли її призначення не зовсім ясне; а подеколи — «каламаром» називають дрібного канцеляриста, службовця тощо.

## Козацькі каламарі
У козацьких канцеляріях чорнильниці-каламарі мали найрізноманітніші форми й були, як правило, мистецькими витворами народних умільців. Виготовлялися вони з металу (бронза, срібло), скла або кераміки.
Козацькі каламарі були стаціонарними і похідними. Серед перших — комбінації з кількох з'єднаних невеликих посудин для чорнила різного кольору зі спільною кришечкою. Серед других — посудини зі звуженим горлечком і вушками для підв'язування до пояса та комбінації з футляра для пер і спеціальні відділення для чорнильниці. Щоб чорнило не виливалося й не висохло, каламар мав кришечку або затичку.
Козацький каламар вважався одним із козацьких клейнодів, символом влади військового писаря (зокрема, Генерального писаря), що під час ради займав місце поряд з іншими старшинами.

## Інше
- Каламар-непроливайка, чорнильниця-непроливайка — каламар, споряджений конусоподібною лійкою усередині. Завдяки такій конструкції чорнило не може пролитися навіть при нахилянні або перевертанні каламаря.

## Цікаві факти
- Від лат. calamarius (у значенні «пенал для пера», «портативне письмове приладдя») походить і слово «кальмар». До української воно потрапило через посередництво італ. calamaro, окс. calamar і фр. calmar. Назву молюск отримав за характерну рідину, схожу на чорнило[3][4].

## Галерея

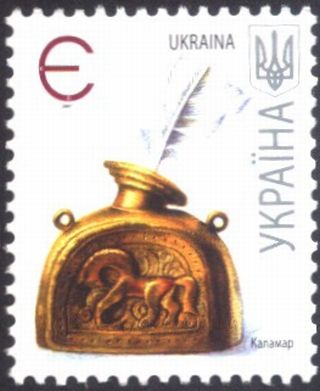
Поштова марка "Каламар, Є", Пошта України, 2007 рік
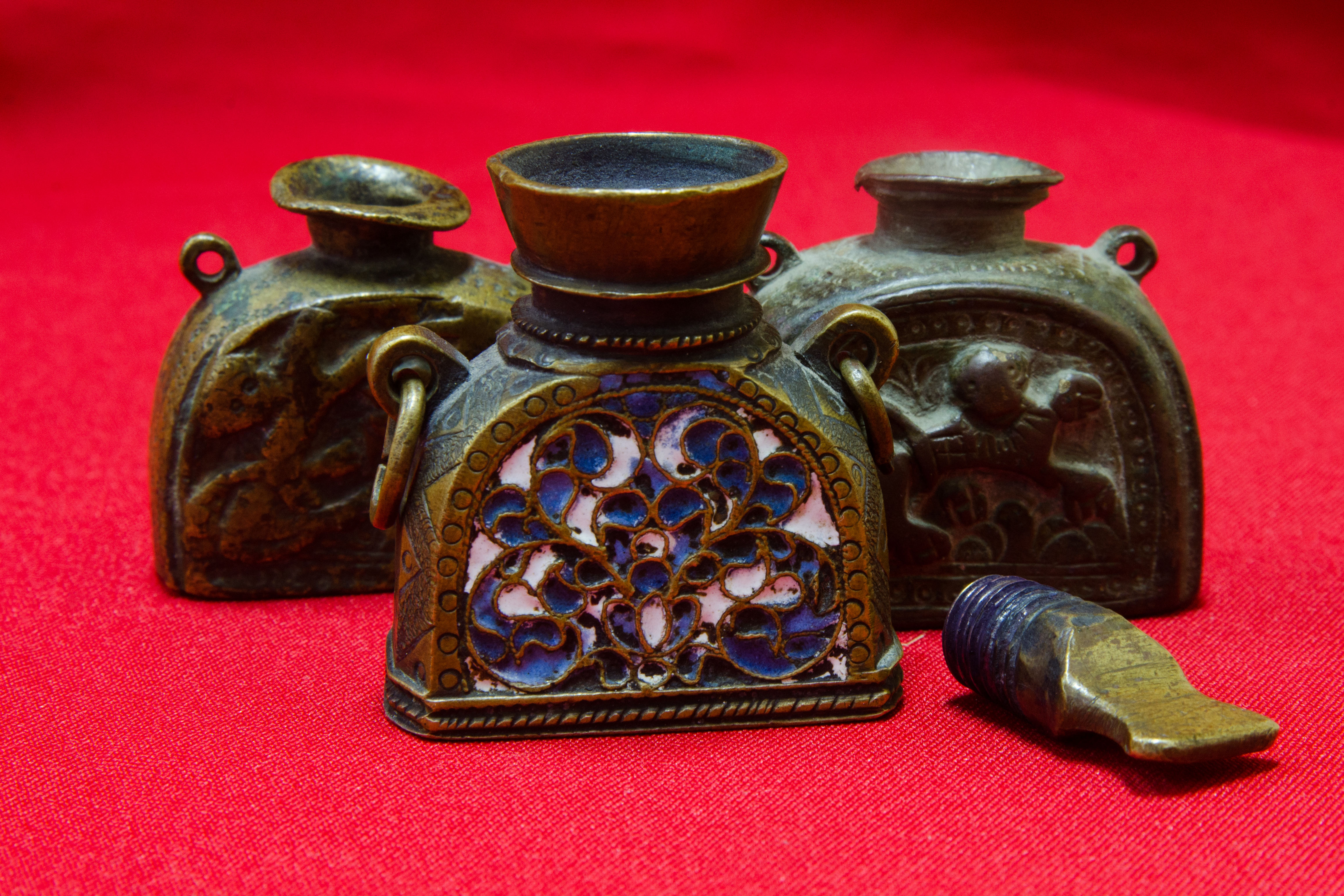
Козацькі каламарі
Каламарі в Музеї книги на території Луцької фортеці
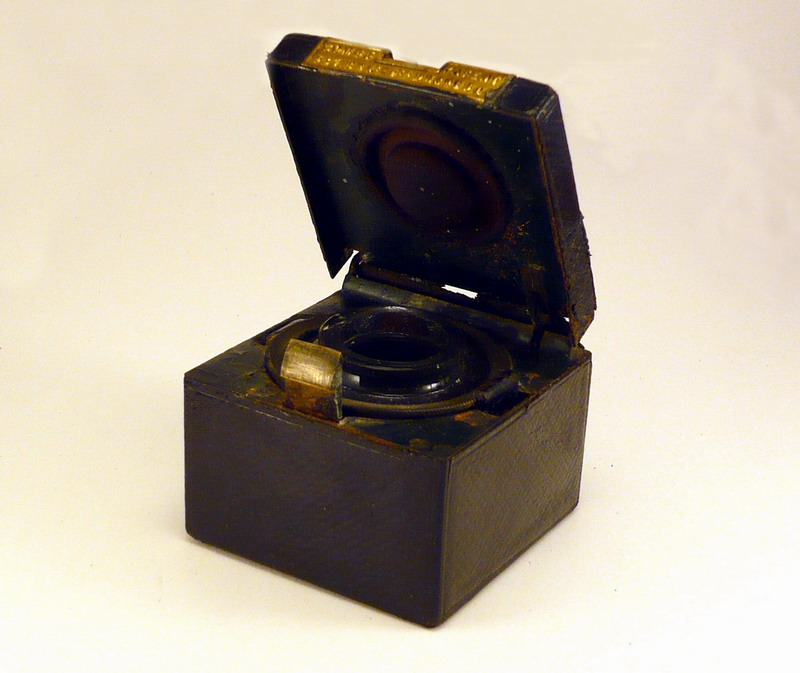
Дорожній каламар. XIX ст.
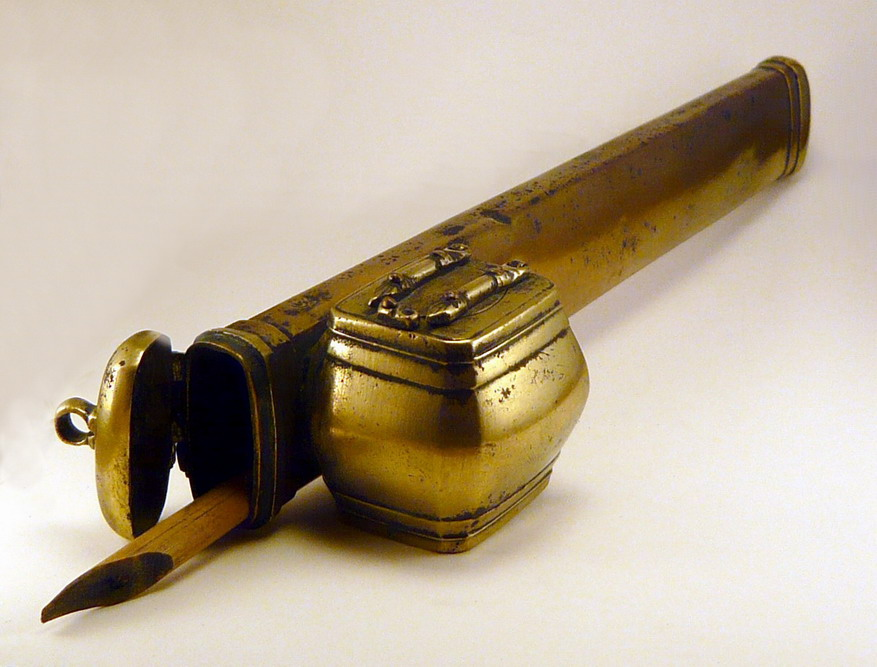
Дорожній каламар з футляром для пер. XIX ст.
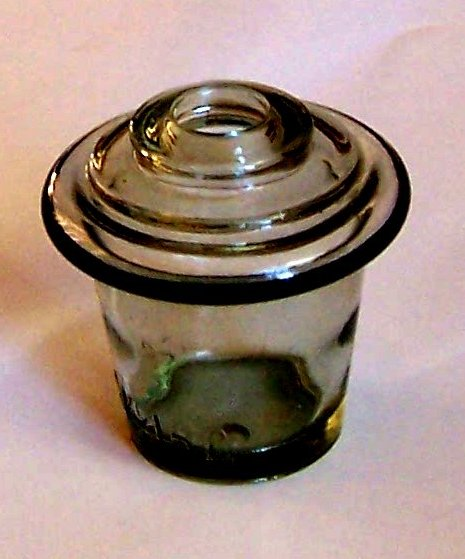
Шкільний каламар